# Шёффель, Йозеф
Йозеф Шёффель (нем. Josef (Joseph) Schöffel; 29 июля 1832, Пршибрам, Богемия — 7 февраля 1910, Мёдлинг, Нижняя Австрия) — австрийский журналист, политик и защитник природы.

## Биография
Родился в семье чиновников, связанных с горным делом. Служил в австрийской армии с 1857 по 1863 год, когда вышел в отставку в чине старшего лейтенанта. Свои воспоминания о службе он включил в мемуарную книгу («Воспоминания из моей жизни»; Erinnerungen aus meinem Leben), поразившую современников. С 1863 по 1868 год работал в Государственном геологическом институте. Стал известен как «спаситель Венского Леса», когда в ходе журналистской кампании в 1870—1872 годах предотвратил продажу венскому торговцу лесом Морицу Хиршлю (Moritz Hirschl) четверти лесной площади региона под вырубку.

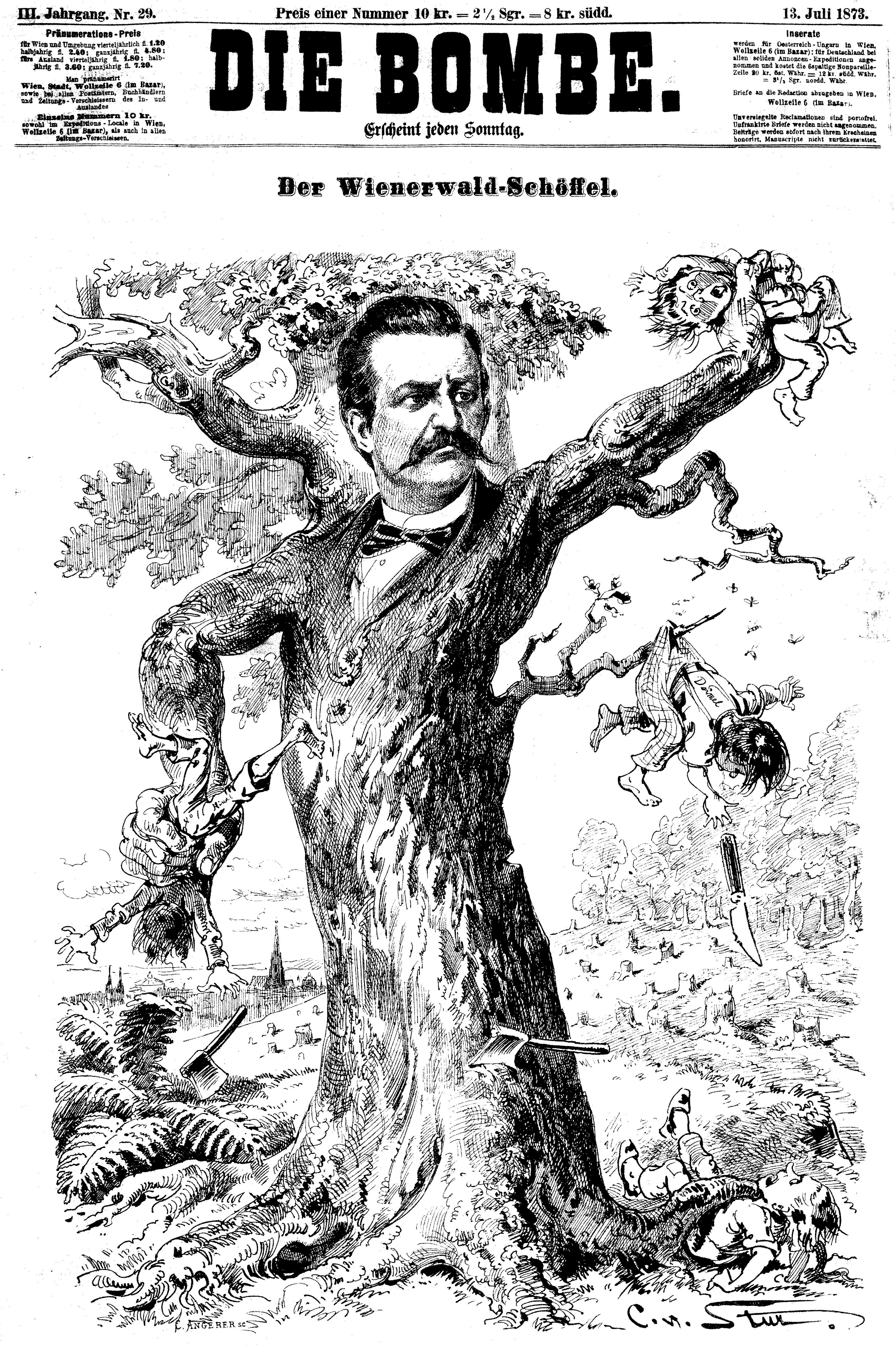
Йозеф Шёффель, карикатура Карла фон Штура, 1873

### Венский Лес
Поначалу Шёффель почти не находил единомышленников для своей инициативы. Австрийская казна опустела из-за войн 1859, 1864 и 1866 годов. С 1862 года право распоряжения Венским Лесом, находившимся в государственной собственности, было передано Финансовому управлению Нижней Австрии (Finanzlandesdirektion), которое, под нажимом министерства финансов, стремилось улучшить бюджетную ситуацию посредством приватизации. В газете Neue Wiener Tagblatt, а затем в Deutsche Zeitung, Шёффель сообщал о злоупотреблениях «Бюро по разбазариванию государственной собственности» (так он прозвал комиссию министерства) и его сотрудников. Несколько раз его вызывали в суд. Пресса, очевидно, была ближе к тем, кто заинтересован в приватизации, чем к защитникам природы и противникам продажи государственной собственности по заниженным ценам. Но, поскольку расследования Шёффеля были проведены безошибочно и обвинения были не голословны, все судебные жалобы были отклонены. Ему даже предлагали деньги за молчание, чтобы таким образом устранить оппозицию к планам приватизации. Ходили также слухи, что охотник, «по ошибке» подстреливший (несмертельно) Шёффеля, не понесет никакого наказания. По этой причине Шёффель никогда больше не участвовал в охоте.
Оправдание Шёффеля по обвинениям в «унижении достоинства указов органов власти» 20 марта 1872 года стало поворотным моментом. Правительство отозвало контроль над государственными лесами у министерства финансов в пользу министерства сельского хозяйства, а биржевой крах 1873 года положил конец лихорадочному строительному буму, который был первопричиной этого дела.

### Уход в политику
Ставший известным Йозеф Шёффель был избран в рейхсрат в 1873 году. В 1875 в речи к рейхсрату он первым обратил внимание на опасность, которую филлоксера, занесенная в Австрию, представляет для виноградарства. Как член рейхсрата и провинциального комитета Нижней Австрии, Шёффель отвечал за дороги Нижней Австрии. Он также открыл пункты общественного питания для ремесленников-буршей.
Помимо этого, с 1873 по 1882 год Шёффель был бургомистром Мёдлинга. При нём бывшее местечко в 1875 году получило статус полноправного города. Мёдлинг, а также и многие другие общины Венского Леса, наградили Шёффеля званием почетного гражданина. Шёффель продолжал модернизацию и расширение Мёдлинга и оздоровил его финансовое положение. В 1885 году, уже после окончания мэрства, совместно со своим другом Йозефом Гиртлем он основал детский дом в Мёдлинге Непосредственно перед смертью Шёффель планировал переехать в этот детский дом, но этого не случилось, и Шёффель умер в одиночестве. Его смерть прошла для Мёдлинга почти незамеченной. Mödlinger Zeitung как бы мимоходом писала после его смерти: «Шёффель также был мэром Мёдлинга».
Его словами было: «Я только желаю, чтобы если Венский Лес, что не невозможно, снова подвергнется угрозе со стороны спекулянтов, в нужное время найдется человек, который успешно защитит его».

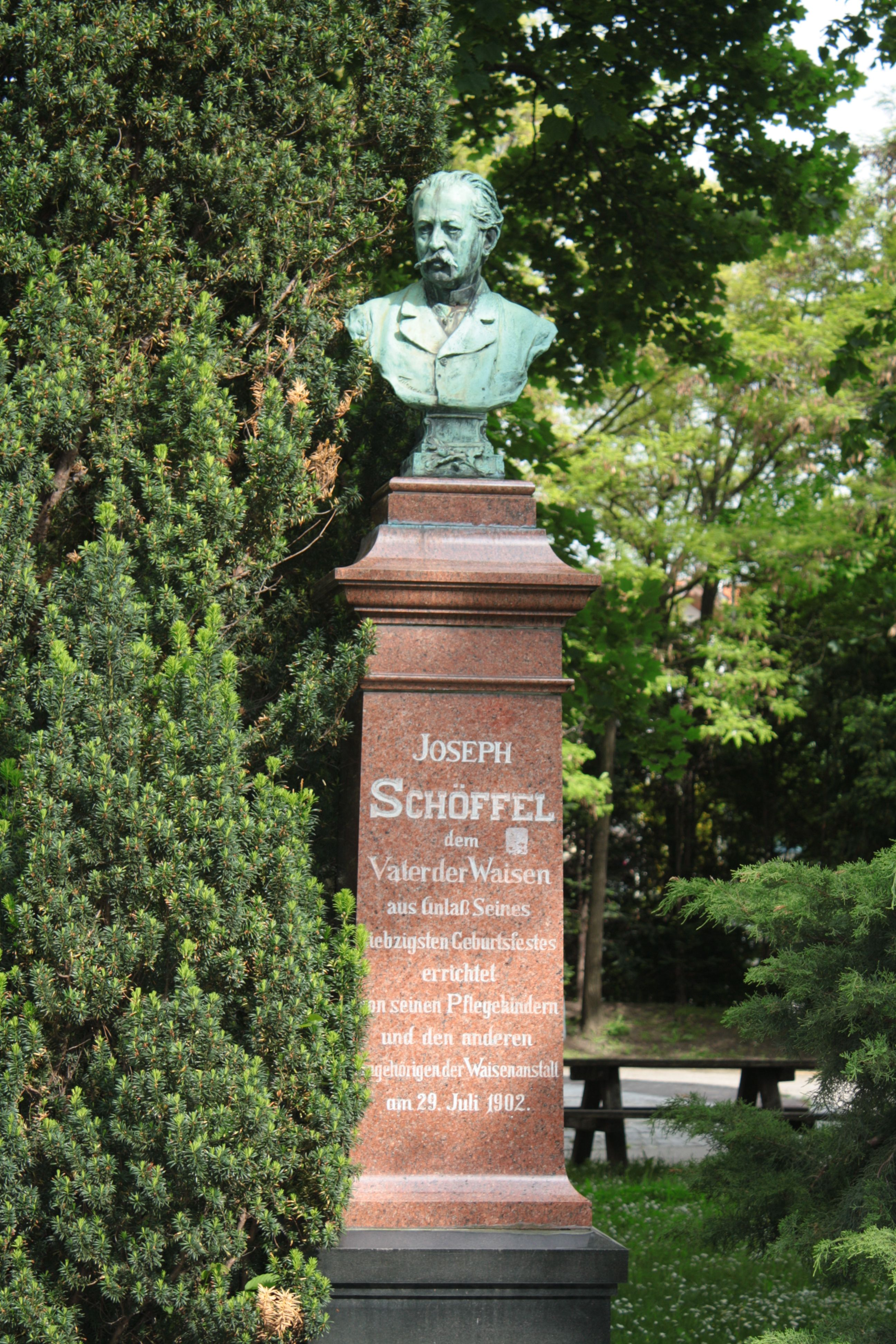
Памятник Шёффелю в Мёдлинге, в парке его имени

## Память
В 1912 году в Веринге (Вена) в честь него была названа улица Schöffelgasse. В 1994 — площадь Schöffelplatz в Пенцинге, 14-м районе.
В Мёдлинге созданный им район получил его имя: Schöffelvorstadt, сегодня Schöffelstadt. В городе также был разбит парк «Шёффель». Помимо названия в честь бургомистра, в парке находится один из трех городских памятников в его честь.

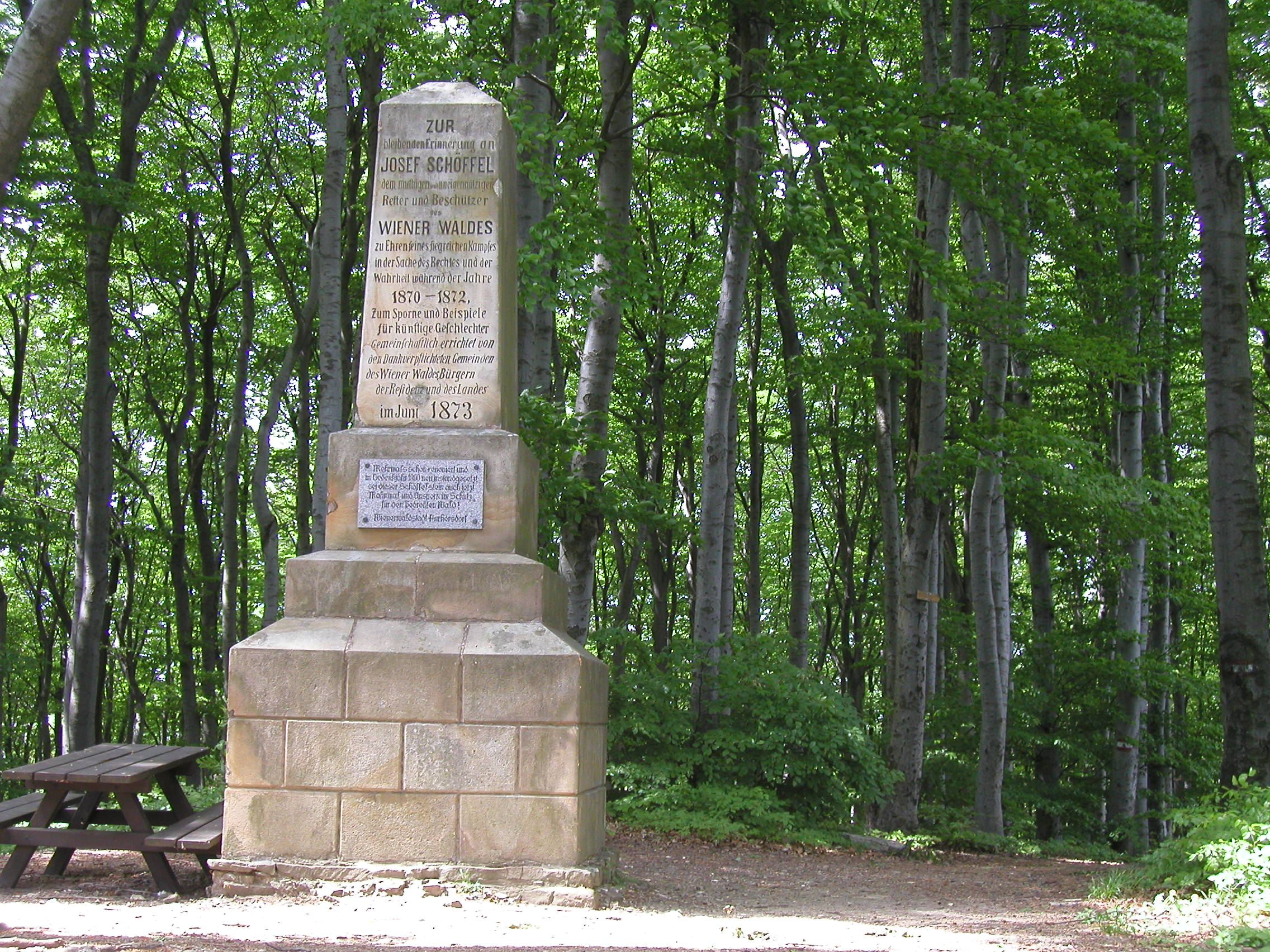
Памятник Шёффелю в Венском Лесу на Шёффельштайне

В то время как Пуркерсдорф воздвиг Шёффелю памятник уже через год после его кампании по спасению Венского Леса, в Мёдлинге это было сделано только в 20-ю годовщину получения городских прав, 18 ноября 1895 года. Этот памятник у подножия горы Frauenstein (недалеко от Аннингера) был спроектирован архитектором Ойгеном Зеналем, который к тому времени уже построил часовню-склеп Шёффеля на кладбище Мёдлинга. Бронзовый бюст отлил популярный тогда скульптор Виктор Тильгнер. Этот бюст был украден во время Первой мировой войны для сдачи на цветной лом, однако его разыскали, и памятник установили на главной улице, перед зданием городского банка. После нескольких переносов, теперь он находится на площади Schrannenplatz, напротив Старой ратуши.
Второй памятник бывшему бургомистру посвятили по случаю 70-летия со дня рождения в 1902 году воспитанники детского дома. Сегодня он находится в парке «Шёффель».
В 1968 году на мёдлингской улице Weinhebergasse был воздвигнут третий памятник «спасителю Венского Леса». Бюст, также ранее отлитый Тильгнером, стоит на памятнике из природного камня, созданном архитектором Хелен Коллер-Бухвизер.
За три года до смерти Йозефа Гиртля, Шёффель был удостоен награды в виде медали, созданной Хайнрихом Яунером. Помимо портрета самого Гиртля, по собственному желанию врача на медали изображен также Йозеф Шёффель. Текст посвящения гласит:
лат. Orphanotrophii Medelicensis conditorum Memoriae dicatum Senatus Medelic. Consult. 1891

## Работы
- Die Institutionen der Naturalverpflegsstationen, 1887
- Geschichte der Gründung und Entwicklung der Hyrtlschen Waisenhausstiftung, 1903
- Erinnerungen aus meinem Leben, 1905. Репродукция: ISBN 1-2790-0138-0